# Penguin Classics
Penguin Classics este o marcă publicată de Penguin Books, o subsidiară a Penguin Random House. Cărțile ei sunt publicate în diferite ediții în întreaga lume, inclusiv în Australia, Canada, China, India, Irlanda, Noua Zeelandă, Africa de Sud, Coreea de Sud, Marea Britanie și Statele Unite ale Americii. Criticii literari consideră cărțile din această serie ca părți componente importante ale canonului occidental, deși multe titluri sunt traduse din literatura non-occidentală; într-adevăr, seria a inclus doar traduceri timp de zeci de ani de la crearea sa, până când a încorporat în cele din urmă marca Penguin English Library în 1986. Prima carte apărută în colecția Penguin Classic a fost traducerea de către E.V. Rieu a Odiseei, publicată în 1946, iar Rieu a devenit editor general al seriei. Rieu a obținut colaborarea romancierilor Robert Graves și Dorothy Sayers ca traducători, crezând că vor evita „aroma arhaică și neologismele care fac ca multe dintre traducerile existente să fie respingătoare pentru gustul modern”.
În 1964 Betty Radice și William Baldick i-au succedat lui Rieu ca editori, iar Radice a devenit unic editor în 1974 și a îndeplinit această funcție timp de 21 de ani. Ca editor, Radice a susținut publicarea unor ediții populare cu format academic și a modificat convenția anterioară a colecției Penguin, adăugând referințe, bibliografie, hărți, note explicative și indici. Ea a extins canonul „Classics” și și-a încurajat și diversificat cititorii, în timp ce a susținut respectarea standardelor academice.

## Serii
În categoria mai largă Classics, Penguin a creat serii specializate cu propriile lor modele. Acestea includ:
- Penguin Nature Classics, în cadrul căreia au fost publicați autori precum John James Audubon, Rachel Carson și John Muir
- Penguin Modern Classics, apărută din 1961, cu autori precum Truman Capote, James Joyce, George Orwell, Vladimir Nabokov și Antoine de Saint-Exupéry. Unele titluri conțin un aparat critic. Seria a trecut printr-o serie de reproiectări, cea mai recentă fiind în iunie 2017: vezi aici, Arhivat în 5 iulie 2018, la Wayback Machine. aici[nefuncțională]
și aici Arhivat în 5 iulie 2018, la Wayback Machine..
  - Seria a fost redenumit Penguin 20th Century Classics în mai 1989, dar seria a revenit la vechea denumire în februarie 2000.[6]
- Penguin Enriched Classics,[7] în cadrul căreia au apărut Aventurile lui Huckleberry Finn, Mândrie și prejudecată, Litera stacojie și Poveste despre două orașe
- Penguin Popular Classics, apărută în anul 1994, cu ediții paperback. Seria a fost un răspuns la Wordsworth Classics, o serie de cărți foarte ieftine care imitau seria Penguin.[8]
- Penguin Designer Classics, apărută în 2007, este un set de cinci cărți în ediție limitată, cu coperte create de designeri de modă pentru a comemora aniversarea a 60 de ani a seriei
- Penguin Mini Modern Classics, apărută în 2011, cu un sortiment de cincizeci de cărți de buzunar scrise de cincizeci de autori diferiți, cum ar fi Franz Kafka, Italo Calvino, E. M. Forster, Virginia Woolf și Stefan Zweig. Ea a fost lansat pentru a celebra aniversarea a 50 de ani a seriei Penguin Modern Classics. Nu mai apare în prezent.
- Penguin Little Black Classics, apărută în 2015, cu o serie de cărți clasice de buzunar pentru a sărbători aniversarea a 80 de ani a Penguin Books.
- Pocket Penguins, apărută în 2016. Seria imită stilul original al cărților Penguin Books, cu dimensiuni mai mici. Primele 20 de cărți au fost lansate în luna mai 2016 și au fost descrise de către directorul editorial Simon Winder ca „un amestec de cărți celebre și de cărți uitate în mod nedrept”.[9][10][11]

## Legături externe
- Official Penguin Classics website
- The Penguin Archive Project-University of Bristol